# إدغار مولدر
إدغار مولدر (بالهولندية: Edgar Mulder)‏ هو سياسي هولندي، ولد في 22 نوفمبر 1961 في أنسخديه في هولندا. حزبياً، نشط في حزب من أجل الحرية. في الانتخابات التشريعية الهولندية 2017، انتخب عضو مجلس نواب هولندا ‏ (23 مارس 2017 – ).